# Artur Andrzejuk
Artur Andrzejuk (ur. 3 lipca 1965 w Warszawie) – filozof, profesor Polskiego Uniwersytetu na Obczyźnie oraz Uniwersytetu Kardynała Stefana Wyszyńskiego, gdzie pełni funkcję kierownika Katedry Historii Filozofii Starożytnej i Średniowiecznej.

## Publikacje książkowe
1. Niepełnosprawność (Aspekty teologiczne), Wydawnictwo Pallottinum, Warszawa 1991, ss. 135, [współautor: M. Gogacz].
2. Człowiek i decyzja, Wydawnictwo Navo, Warszawa 1996, ss. 80.[wyd. II, Wydawnictwo Navo, Warszawa 1998, ss. 75].
3. Słownik terminów, Św. Tomasz z Akwinu, Suma Teologiczna, t. 35, Wydawnictwo Veritas/Navo, Warszawa-Londyn 1998.
4. Filozofia moralna w tekstach Tomasza z Akwinu, Wydawnictwo Navo, Warszawa 1999, ss. 206.
5. Małe Vademecum Tomizmu. Wypisy z ksiąg filozoficznych Tomasza z Akwinu, Wydawnictwo Veritas/Navo, Warszawa-Londyn 1999, ss. 128.
6. Prawda o dobru. Problem filozoficznych podstaw etyki tomistycznej, Wydawnictwo UKSW, Warszawa 2000, ss. 367.
7. Człowiek i dobro, Wydawnictwo Navo, Warszawa 2002, ss. 100.
8. Istnienie i istota, Wydawnictwo Navo, Warszawa 2003, ss. 90
9. Gertruda Mieszkówna i jej Modlitewnik, Warszawa 2006, ss. 460.
10. Uczucia i sprawności. Związek uczuć i sprawności w Summa Theologiae św. Tomasza z Akwinu, Wydawnictwo Navo, Warszawa 2006, ss. 191.
11. Elementarz filozofii, Wydawnictwo Navo, Warszawa 2007, ss. 96.
12. Człowiek i decyzja, wyd. III zmienione, Wydawnictwo Navo, Warszawa 2007, ss. 112[2].